# Втрати ФСБ під час російсько-української війни
У статті наведено подробиці поіменних втрат співробітників Федеральної служби безпеки Росії під час її збройної агресії проти України.

## Список загиблих
| п/п | Прізвище, ім'я, по-батькові                                                                    | Звання/посада | Дата народження | Дата смерті   | Місце смерті                                            |
| --- | ---------------------------------------------------------------------------------------------- | --- | --------------- | ------------- | ------------------------------------------------------- |
| 1.  | Коденко Дмитро Анатолійович (рос. Коденко Дмитрий Анатольевич)                                 | підполковник начальник прикордонної служби ФСБ по місту Гуково                                                                       | 07.06.1973      | 19.09.2014    | Красносулинський район, Ростовська область              |
| 2.  | Кузнєцов Володимир Олександрович (рос. Кузнецов Владимир Александрович)                        | підполковник спецпідрозділ ФСБ «Вимпел»                                                                                              | 02.03.1980      | 22.10.2014    | Донбас                                                  |
| 3.  | Стащенко Роман Петрович (рос. Стащенко Роман Петрович)                                         | капітан спецпідрозділ ФСБ «Вимпел»                                                                                                   | 04.06.1985      | 22.10.2014    | Донбас                                                  |
| 4.  | Каменєв Роман Михайлович (рос. Каменев Роман Михайлович)                                       | підполковник начальник відділення супроводу оперативних заходів УФСБ Росії по Криму та місту Севастополь                             | 19.07.1974      | 07.08.2016    | Армянськ                                                |
| 5.  | Крюков Олексій Володимирович (рос. Крюков Алексей Владимирович)                                | підполковник, ЦСП «Альфа» | 22.11.1981      | 28.02.2022    |                                                         |
| 6.  | Данюков Олександр Олександрович (рос. Данюков Александр Александрович)                         | старший прапорщик прикордонне управління ФСБ Брянської області, відділ «Суземка»                                                     | 10.09.1991      | 27.05.2022    | Зернове, Брянська область                               |
| 7.  | Конапльов Сергій Вікторович (рос. Конаплёв Сергей Викторович)                                  | прикордонне управління ФСБ Брянської області, відділ «Суземка»                                                                       | 30.04.1986      | 27.05.2022    | Зернове, Брянська область                               |
| 8.  | Локонов Володимир Сергійович (рос. Локонов Владимир Сергеевич)                                 | прапорщик прикордонне управління ФСБ Брянської області, відділ «Суземка»                                                             | 16.06.1988      | 27.05.2022    | Зернове, Брянська область                               |
| 9.  | Разумов Олексій Миколайович (рос. Разумов Алексей Николаевич)                                  | старший прапорщик прикордонне управління ФСБ Брянської області, відділ «Суземка»                                                     | 14.07.1982      | 27.05.2022    | Зернове, Брянська область                               |
| 10. | Філіппов Микола Анатолійович (рос. Филиппов Николай Анатольевич)                               | старший прапорщик прикордонне управління ФСБ Брянської області, відділ «Суземка»                                                     | 19.12.1992      | 27.05.2022    | Зернове, Брянська область                               |
| 11. | Черкасов Вадим Дмитрович (рос. Черкасов Вадим Дмитриевич)                                      | прапорщик прикордонне управління ФСБ Брянської області, відділ «Суземка»                                                             | 13.07.1999      | 27.05.2022    | Зернове, Брянська область                               |
| 12. | Молчанов Дмитро Олександрович (рос. Молчанов Дмитрий Александрович)                            | підполковник | 21.03.1976      | 29.05.2022    |                                                         |
| 13. | Маргієв Володимир Нодарович (рос. Маргиев Владимир Нодарович)                                  | підполковник співробітник управління «В» ЦСН ФСБ (спецназ ФСБ «Вимпел»)                                                              | 22.04.1973      | 11.06.2022    |                                                         |
| 14. | Привалов Сергій Олексійович (рос. Привалов Сергей Алексеевич)                                  | підполковник Тимчасова оперативна група 9                                                                                            | 29.01.1974      | 17.06.2022    | Херсон                                                  |
| 15. | Якубинський Ігор Юрійович (рос. Якубинский Игорь Юрьевич)                                      | Тимчасова оперативна група 9 | 15.11.1985      | 17.06.2022    | Херсон                                                  |
| 16. | Алданмагомедов Алданмагомед Іманмагомедович (рос. Алданмагомедов Алданмагомед Иманмагомедович) | сержант Хунзахський прикордонний загін ФСБ                                                                                           | 04.08.1984      | 21.06.2022    | с. Попівка (Красноярузький район), Бєлгородська область |
| 17. | Алієв Шейх Дібірович (рос. Алиев Шейх Дибирович)                                               | старший прапорщик Хунзахський прикордонний загін ФСБ                                                                                 | 22.01.1977      | 21.06.2022    | с. Попівка (Красноярузький район), Бєлгородська область |
| 18. | Ісаєв Фарід Арзуманович (рос. Исаев Фарид Арзуманович)                                         | прапорщик Хунзахський прикордонний загін ФСБ                                                                                         | 09.03.1985      | 21.06.2022    | с. Попівка (Красноярузький район), Бєлгородська область |
| 19. | Крилов Ілля Андрійович (рос. Крылов Илья Андреевич)                                            | прапорщик Хунзахський прикордонний загін ФСБ                                                                                         |                 | 21.06.2022    | с. Попівка (Красноярузький район), Бєлгородська область |
| 20. | Горбань Микола Олександрович (рос. Горбань Николай Александрович)                              | підполковник начальник 4 відділення I відділу УСО ЦСП ФСБ                                                                            | 17.12.1985      | 02.08.2022    |                                                         |
| 21. | Бємбєєв Володимир Олександрович (рос. Бембеев Владимир Александрович)                          | прапорщик прикордонне управління ФСБ в Ростовській області                                                                           | 26.07.1986      | 01.10.2022    | Бєлгородська область                                    |
| 22. | Корнілов Олексій Віталійович (рос. Корнилов Алексей Витальевич)                                | капітан заступник начальника відділення відділу у Каменськ-Шахтинському Прикордонному управління ФСБ РФ по Ростовській області       | 17.09.1993      | 01.10.2022    | Бєлгородська область                                    |
| 23. | Бутов Віктор Євгенович (рос. Бутов Виктор Евгеньевич)                                          | прапорщик відділ мобільних дій, ПУ ФСБ по КЧР                                                                                        | 17.06.89        | 08.10.2022    | Грайворон                                               |
| 24. | Краснорудський Леонід Вікторович (рос. Краснорудский Леонид Викторович)                        | старший прапорщик прикордонна служба ФСБ в Бєлгородській області                                                                     | 01.01.1972      | 08.10.2022    | Грайворон                                               |
| 25. | Насанов Жаргал Базарович (рос. Насанов Жаргал Базарович)                                       | сержант ПУ ФСБ по Забайкальському краю                                                                                               | 16.05.1996      | 08.10.2022    | Грайворон                                               |
| 26. | Оводов Дмитро Олександрович (рос. Оводов Дмитрий Александрович)                                | прапорщик ПУ ФСБ в Калінградській області                                                                                            | 14.08.1979      | 08.10.2022    | Грайворон                                               |
| 27. | Сагдєєв Реналь Фанілевич (рос. Сагдеев Реналь Фанилевич)                                       | прапорщик прикордонна служба ФСБ в Бєлгородській області                                                                             | 31.01.2002      | 08.10.2022    | Грайворон                                               |
| 28. | Баженов Роман Владиславович (рос. Баженов Роман Владиславович)                                 | старший лейтенант прикордонна служба ФСБ                                                                                             | 24.02.1998      | 05.12.2022    |                                                         |
| 29. | Маханьков Денис Сергійович (рос. Маханьков Денис Сергеевич)                                    | капітан співробітник Регіонального управління ФСБ в Тюменській області                                                               | 01.09.1988      | 25.01.2023    |                                                         |
| 30. | Саїтов Алан Мамбетович (рос. Саитов Алан Мамбетович)                                           | майор прикордонне управління ФСБ в Чечні                                                                                             | 14.11.1987      | 23.02.2023    | Донецька область                                        |
| 31. | Бабошин Андрій Олександрович (рос. Бабошин Андрей Александрович)                               | капітан 2-го рангу | 14.12.1978      | 26.03.2023    | Луганська область                                       |
| 32. | Листратенко Сергій Васильович (рос. Листратенко Сергей Васильевич)                             | прикордонна служба ФСБ Брянщини | 06.06.1981      | 06.04.2023    | Погар                                                   |
| 33. | Цінпаєв Алі Муртазалієвич (рос. Цинпаев Али Муртазалиевич)                                     | прапорщик прикордонна служба ФСБ |                 | 02.05.2023    |                                                         |
| 34. | Козеєчев Андрій Володимирович (рос. Козеечев Андрей Владимирович)                              | полковник заступник начальника відділу, ЦСП «Альфа»                                                                                  | 27.11.1976      | 23.05.2023    |                                                         |
| 35. | Скуратов Андрій Андрійович (рос. Скуратов Андрей Андреевич)                                    | підполковник ПУ ФСБ в Брянській області                                                                                              | 14.12.1983      | 06.06.2023    | Брахлів                                                 |
| 36. | Кожухов Сергій Михайлович (рос. Кожухов Сергей Михайлович)                                     | прапорщик прикордонна служба ФСБ | 24.02.1999      | 07.06.2023    | Бєлгородська область                                    |
| 37. | Гребьонкін Євген Володимирович (рос. Гребенкин Евгений Владимирович)                           | майор управління «А» ЦСП | 10.08.1991      | 06.07.2023    |                                                         |
| 38. | Дебелов Роман Петрович (рос. Дебелов Роман Петрович)                                           | капітан командир 5-ї мотострілецької роти 1413-го мотострілецького полку                                                             | 17.09.1979      | 28.07.2023    | Роботине                                                |
| 39. | Хілажев Алмаз Русланович (рос. Хилажев Алмаз Русланович)                                       | прапорщик ПУ ФСБ в Криму | 04.07.1998      | 05.08.2023    |                                                         |
| 40. | Агамірзоєв Рафідін Ханмірзеєвич (рос. Агамирзоев Рафидин Ханмирзеевич)                         | прапорщик прикордонна служба ФСБ |                 | до 09.08.2023 |                                                         |
| 41. | Стаценко Денис Володимирович (рос. Стаценко Денис Владимирович)                                | старший прапорщик ПУ ФСБ в Брянській області                                                                                         |                 | 15.08.2023    | Курковичі                                               |
| 42. | Ніколаєв Олександр Миколайович (рос. Николаев Александр Николаевич)                            | старший лейтенант ПУ ФСБ у м. Виборг                                                                                                 | 04.12.1999      | 22.08.2023    | Луговий, Брянська область                               |
| 43. | Самігуллін Ілля Едуардович (рос. Самигуллин Илья Эдуардович)                                   | сержант ПУ ФСБ в Брянській області                                                                                                   | 02.02.1995      | 06.09.2023    | Севський район                                          |
| 44. | Шатий Сергій Володимирович (рос. Шатый Сергей Владимирович)                                    | підполковник заступник начальника відділу матеріально-технічного забезпечення управління Прикордонної служби ФСБ в Брянській області | 07.06.1983      | 09.11.2023    | Суземський район                                        |
| 45. | Жигалов Олексій Ігорович (рос. Жигалов Алексей Игоревич)                                       | капітан прикордонного управління ФСБ в Бєлгородській області                                                                         |                 | 30.12.2023    | Бєлгород                                                |
| 46. | Шабанов Михайло Сейфудинович (рос. Шабанов Михаил Сейфудинович)                                | старший прапорщик ПУ ФСБ в Бєлгородській області                                                                                     | 23.03.1982      | 14.03.2024    |                                                         |
| 47. | Ляпін Олексій Іванович (рос. Ляпин Алексей Иванович)                                           | полковник, начальник загону спеціального призначення Прикордонної служби ФСБ Росії по Білгородській та Воронезькій областях          | 02.05.1977      | 17.06.2024    |                                                         |
| 48. | Емірбеков Шіх-Емір (рос. Эмирбеков Ших-Эмир)                                                   | капітан |                 | до 28.10.2024 | Курська область                                         |
| 49. | Дарій Дмитро (рос. Дарий Дмитрий)                                                              | старший прапорщик прикордонна служба ФСБ                                                                                             |                 | 14.11.2024    | Курська область                                         |